# Teodors Celms
Teodors Celms (* 2.jul. / 14. Juli 1893greg. in Walk, Livland; † 1989 in den USA) war ein deutsch-baltischer Philosoph und Hochschullehrer.

## Leben
Celms absolvierte die Handelsschule in Walk 1910 und begann ein Wirtschaftsstudium in Moskau. Er studierte ebenfalls Philosophie und kam 1920 zurück nach Livland. Von 1922 bis 1925 studierte er in Freiburg im Breisgau an der Universität unter dem Neukantianer Heinrich John Rickert und dessen Nachfolger Edmund Husserl. 1923 promovierte er zum Dr. phil. und 1927 war er Privatdozent und dann 1936 Professor an der Universität Lettlands in Riga. 1929 wurde er Korrespondent der „Deutschen Literaturzeitung für Kritik der internationalen Wissenschaft“. Im Jahr 1944 flüchtete er aus Riga, bevor die Stadt durch die Rote Armee erobert wurde. Er ging nach Deutschland, wo er an der Universität in Göttingen als Professor lehrte. 1949 verließ er Deutschland um in die USA zu emigrieren.
Dort lehrte er Philosophie und Soziologie am Augustana College in Rock Island, Illinois für 14 Jahre. Er ging 1963 in den Ruhestand.
Celms starb 1989 und wurde auf dem Rock Island Memorial Cemetery beerdigt.

## Werke
- Der phänomenologische Idealismus Husserls, 1928.
- Subjekt und Subjektivierung, 1943.